# Premio Comillas
El Premio Comillas de historia, biografía y memorias es un premio literario para obras escritas en español, creado en 1987 por Antonio López Lamadrid director de Tusquets Editores y que actualmente patrocina el Fondo Antonio López Lamadrid constituido en la Fundación José Manuel Lara.
Según las bases del premio, el jurado valora que traten sobre temas y personajes de verdadero interés histórico, artístico, político o cultural, y, por otra, que estén bien escritas, bien estructuradas y que sean de lectura amena. En el jurado del premio han figurado autores como Jorge Semprún, Javier Pradera o José Álvarez Junco.

## Galardonados
Las obras y autores ganadores del premio es la siguiente:
| Año  | Autor                    | Género        | Título                                                                    |
| ---- | ------------------------ | ------------- | ------------------------------------------------------------------------- |
| 1988 | Carlos Barral            | Memorias      | Cuando las horas veloces                                                  |
| 1989 | Desierto                 |               |                                                                           |
| 1990 | Jorge Edwards            | Memorias      | Adiós poeta                                                               |
| 1991 | Desierto                 |               |                                                                           |
| 1992 | Javier Tusell            | Biografía     | Franco en la guerra civil. Una biografía política                         |
| 1993 | Enrique Krauze           | Biografía     | Siglo de caudillos                                                        |
| 1994 | Manuel Azcárate          | Memorias      | Derrotas y esperanzas. La República, la guerra civil y la Resistencia     |
| 1995 | María Esther Vázquez     | Biografía     | Borges. Esplendor y derrota                                               |
| 1996 | Carlos Castilla del Pino | Autobiografía | Pretérito imperfecto                                                      |
| 1997 | Alberto Oliart           | Memorias      | Contra el olvido                                                          |
| 1998 | Adolfo Marsillach        | Autobiografía | Tan lejos, tan cerca                                                      |
| 1999 | Juan Luis Panero         | Memorias      | Sin Rumbo cierto                                                          |
| 2000 | Jaime de Armiñán         | Memorias      | La dulce España                                                           |
| 2001 | Huber Matos              | Memorias      | Como llegó la noche                                                       |
| 2002 | Isabel García Lorca      | Memorias      | Recuerdos míos                                                            |
| 2003 | Jaime Salinas            | Memorias      | Travesías                                                                 |
| 2004 | José Ramón Recalde       | Memorias      | Fe de vida                                                                |
| 2005 | José Andrés Rojo         | Biografía     | Vicente Rojo: Retrato de un general republicano.                          |
| 2006 | Esteve Riambau           | Biografía     | Ricardo Muñoz Suay: Una vida en sombras                                   |
| 2007 | Antonio Rivero Taravillo | Biografía     | Luis Cernuda: Años españoles (1902-1938)                                  |
| 2008 | José Lázaro              | Biografía     | Vidas y muertes de Luis Martín-Santos                                     |
| 2009 | Juan Cruz Ruiz           | Biografía     | Egos revueltos: Una memoria personal de la personalidad literaria         |
| 2010 | Jon Juaristi             | Historia      | A cambio del olvido                                                       |
| 2011 | Tano Ramos García        | Historia      | El caso Casas Viejas: Crónica de una insidia                              |
| 2012 | Desierto                 |               |                                                                           |
| 2013 | Felipe Nieto             | Historia      | La aventura comunista de Jorge Semprún: Exilio clandestinidasd y ruptura  |
| 2014 | Desierto                 |               |                                                                           |
| 2015 | Manuel Alberca           | Biografía     | La espada y la palabra: Vida de Valle-Inclán                              |
| 2016 | Jordi Amat               | Historia      | La primavera de Múnich: Esperanza y fracaso de una transición democrática |
| 2017 | Enrique Bocanegra        | Historia      | Un espía en la trinchera: Kim Philby en la guerra civil española          |
| 2018 | Emilio La Parra          | Biografía     | Fernando VII: Un rey deseado y detestado                                  |
| 2019 | Javier Padilla           | Historia      | A finales de enero                                                        |
| 2020 | Yolanda Arencibia        | Biografía     | Galdos. Una biografía                                                     |
| 2021 | Miguel Ángel Villena     | Biografía     | Berlanga. Vida y cine de un creador irreverente                           |
| 2022 | Miguel Dalmau            | Biografía     | Pasolini. El último profeta                                               |
| 2023 | Ian Gibson               | Memorias      | Un carmen en Granada                                                      |
| 2024 | Manuel Calderón          | Historia      | Hasta el último aliento                                                   |